# ایمونوژن
ایمونوژن عبارت است از بخشی از یک آنتی‌ژن (پادگن به فارسی) که می‌تواند با عملکردی شبیه به قفل و کلید سیستم ایمنی را به‌طور اختصاصی تحریک کنند. در اصطلاح ایمنی زایی یک ماده به قدرت آن ماده در تحریک سیستم ایمنی گفته می‌شود. در واقع در بهترین تعریف می‌توان گفت که آنتی‌ژن می‌تواند سبب تحریک سیستم ایمنی نشود اما ایمونوژن آنتی‌ژنی است که قطعاً سبب تحریک ایمنی می‌شود.

گاهی تمام آنتی‌ژن نقش ایمونوژنیک دارد و گاهی بخش یا بخش‌هایی از آن. به این بخش یا بخش هااپی توپ می‌گویند. این مطلب گاهی در تهیه واکسن علیه بیماری می‌تواند حائز اهمیت باشد.